# 베트남 관련 문서 색인
다음은 베트남에 관한 문서를 나열한 것이다.

## 0-9
- 1963년 불교 법난

## ㄱ
- 괄사
- 까마우성
- 까오다이교
- 까오방성
- 깜라인
- 깟띠엔 국립공원
- 깟바섬
- 껀터
- 꼰뚬성
- 꽌타인 사당
- 꽌호
- 꽝남성
- 꽝닌성
- 꽝빈성
- 꽝응아이성
- 꽝찌성
- 꾸이년
- 끼엔장성
- 낀즈엉브엉
- 낌선현
- 남딘성
- 남베트남 민족해방전선

## ㄴ
- 냐짱
- 닌빈성
- 닌투언성
- 다낭
- 닥농성
- 닥락성

## ㄷ
- 대월
- 대월사기
- 대월사기전서
- 동나이성
- 동탑성
- 디엔비엔성
- 디엔비엔푸 전투
- 디엔비엔푸
- 떠이닌성
- 뗏
- 뚜옌꽝성
- 뜨다오하인
- 띠엔장성

## ㄹ
- 라오까이
- 라오까이성
- 라이쩌우성
- 락롱꾸언
- 랑선성
- 럼동성
- 레꾸이돈
- 롱쑤옌
- 롱안성
- 리 왕조
- 리 태조

## ㅁ
- 막딘찌
- 메콩강
- 명-호 전쟁
- 못꼿 사원
- 문묘 (하노이)
- 므엉족
- 민망 황제

## ㅂ
- 바리어붕따우성
- 바베 국립공원
- 바베호
- 바오다이
- 바이딘사
- 바인 쯩
- 박깐성
- 박닌성
- 박리에우성
- 박장성
- 베트남 공산당
- 베트남 공화국 육군
- 베트남 공화국
- 베트남 동
- 베트남 문학
- 베트남 민주공화국
- 베트남 요리
- 베트남 음악
- 베트남 인민군
- 베트남 전쟁 전몰자 위령비
- 베트남 전쟁
- 베트남 조국전선
- 베트남 텔레비전
- 베트남
- 베트남계 미국인
- 베트남어 한자
- 베트남어
- 베트남의 경제
- 베트남의 교통
- 베트남의 군주 목록
- 베트남의 대외 관계
- 베트남의 민족
- 베트남의 불교
- 베트남의 성
- 베트남의 역사
- 베트남의 연호
- 베트남의 인구
- 베트남의 정부수상
- 베트남의 정치
- 베트남의 주석
- 베트남의 지리
- 베트민
- 벤째성
- 보비남
- 보트피플
- 비엣족
- 빈 (베트남)
- 빈딘성
- 빈롱성
- 빈즈엉성
- 빈투언성
- 빈푹성
- 빈프억성

## ㅅ
- 선라성
- 속짱성
- 수상 인형극 (베트남)
- 신묘장구대다라니

## ㅇ
- 아오자이
- 안남 보호령
- 안남도호부
- 안남산맥
- 안장성
- 옌바이성
- 응에안성
- 응오딘뉴
- 응오딘지엠
- 응옥선 사당
- 응우옌 왕조
- 응우옌 주
- 응우옌푹
- 응우하인선
- 인도차이나반도

## ㅈ
- 자롱 황제
- 잘라이성
- 제1차 인도차이나 전쟁
- 짜빈성
- 쩐 왕조
- 쩐 태종
- 쩐흥다오
- 쩨오
- 쭈옌 끼에우
- 쭉럼선원
- 쯔 꾸옥 응으
- 쯔놈
- 쯩 자매
- 찌에우티찐
- 찐 주
- 찐-응우옌 분쟁

## ㅋ
- 카인호아성
- 코친차이나
- 크메르 크롬
- 타이빈성
- 타이응우옌성
- 타인호아성

## ㅌ
- 통킹
- 통킹만
- 틱꽝득
- 틱녓뜨

## ㅍ
- 판시팡산
- 팝히엔
- 펜타곤 문서
- 푸옌성
- 푸토성
- 프랑스령 인도차이나
- 프랑스의 베트남 정복

## ㅎ
- 하남성 (베트남)
- 하노이
- 하떠이성
- 하띤성
- 하이즈엉성
- 하이퐁
- 하장성
- 한월어
- 허우장성
- 호 왕조
- 호아빈성
- 호아족
- 호아하오교
- 호이안
- 호찌민 시립 박물관
- 호찌민
- 호찌민시
- 홍강 삼각주
- 후 레 왕조
- 후 쩐 왕조
- 흥옌성